# جوسيف سيمون (سياسي)
جوسيف سيمون هو سياسي ألماني، ولد في 23 مايو 1865 في Schneppenbach ‏ في ألمانيا، وتوفي في 1 أبريل 1949 في كورنفستهايم في ألمانيا. نشط حزبياً في الحزب الديمقراطي الاجتماعي الألماني. وقد انتخب عضو مجلس النواب الألماني للإمبراطورية الألمانية ‏ وانتخب عضو في الرايخستاغ في  جمهورية فايمار ‏.